# 皮赛地区巴蒂伊
皮赛地区巴蒂伊（法語：Batilly-en-Puisaye，法語發音：[batiji ɑ̃ pɥizɛ]）是法国卢瓦雷省的一个市镇，位于该省东南部，属于蒙塔日区。

## 地理
皮赛地区巴蒂伊（47°36'44"N, 2°53'0"E）面积17.35 平方千米，位于法国中央-卢瓦尔河谷大区卢瓦雷省，该省份为法国中北部省份，北起埃松省，西北接厄尔-卢瓦省，西南接卢瓦-谢尔省，南至涅夫勒省和谢尔省，东临约讷省，东北接塞纳-马恩省。
与皮赛地区巴蒂伊接壤的市镇（或旧市镇、城区）包括：尚普莱、卢瓦尔河畔博尼、拉沃、皮赛地区达马里、法沃雷勒、图村。

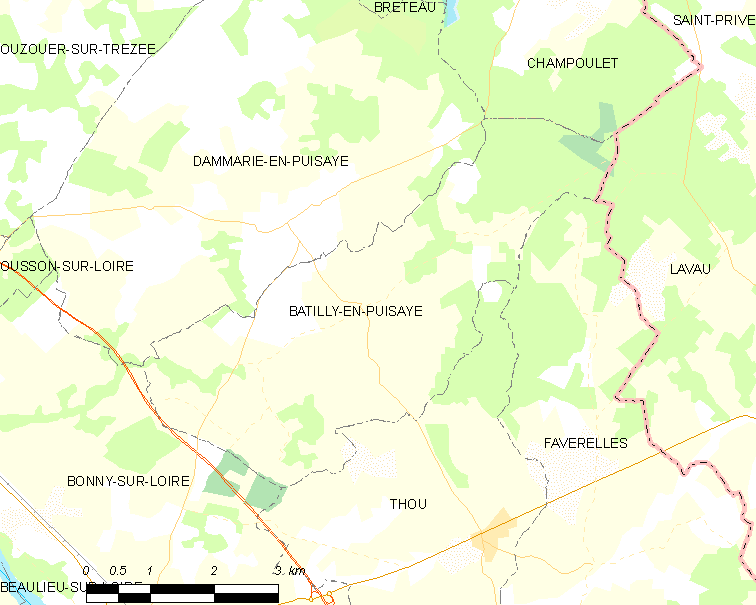
皮赛地区巴蒂伊的OSM定位图

皮赛地区巴蒂伊的时区为UTC+01:00、UTC+02:00（夏令时）。

## 行政
皮赛地区巴蒂伊的邮政编码为45420，INSEE市镇编码为45023。

## 政治
皮赛地区巴蒂伊所属的省级选区为日安县。

## 人口

1962-2008年间皮赛地区巴蒂伊人口变化图示

皮赛地区巴蒂伊于2022年1月1日时的人口数量为106人。